# Mura (Lombardia)
Mura (lombardul: Müra) település Olaszországban, Lombardia régióban, Brescia megyében. Lakosainak száma 777 fő (2023. január 1.). Mura Casto, Pertica Alta és Vestone községekkel határos.

## Népesség
A település lakossága az elmúlt években az alábbi módon változott:
| Lakosok száma | 794  | 782  | 777  |
|               | 2017 | 2018 | 2023 |